# Радлєваць
Радлєваць (хорв. Radljevac) — населений пункт у Хорватії, в Шибеницько-Книнській жупанії у складі міста Книн.

## Населення
Населення за даними перепису 2011 року становило 75 осіб.
Динаміка чисельності населення поселення:

## Клімат
Середня річна температура становить 11,60 °C, середня максимальна – 25,44 °C, а середня мінімальна – -3,11 °C. Середня річна кількість опадів – 1009 мм.
| Клімат поселення                              | Клімат поселення | Клімат поселення | Клімат поселення | Клімат поселення | Клімат поселення | Клімат поселення | Клімат поселення | Клімат поселення | Клімат поселення | Клімат поселення | Клімат поселення | Клімат поселення | Клімат поселення |
| Показник                                      | Січ.             | Лют.             | Бер.             | Квіт.            | Трав.            | Черв.            | Лип.             | Серп.            | Вер.             | Жовт.            | Лист.            | Груд.            |                  |
| Середній максимум, °C                         | 9,02             | 9,42             | 12,44            | 16,24            | 20,92            | 24,65            | 25,34            | 25,44            | 21,10            | 16,54            | 11,42            | 8,51             |                  |
| Середня температура, °C                       | 2,95             | 3,35             | 6,37             | 10,15            | 14,84            | 18,57            | 21,09            | 21,19            | 16,85            | 12,30            | 7,17             | 4,27             |                  |
| Середній мінімум, °C                          | −3,11            | −2,72            | 0,32             | 4,10             | 8,78             | 12,50            | 16,84            | 16,94            | 12,60            | 8,05             | 2,92             | 0,02             |                  |
| Норма опадів, мм                              | 78               | 74               | 79               | 86               | 75               | 75               | 53               | 64               | 94               | 105              | 124              | 102              |                  |
| Середньомісячна швидкість вітру, м/с          | 1.69             | 1.89             | 2.15             | 2.15             | 1.94             | 1.72             | 1.72             | 1.57             | 1.64             | 1.68             | 1.89             | 1.89             |                  |
| Середньомісячна сонячна радіація, кДж/м²·день | 5182             | 7877             | 11467            | 15985            | 19884            | 22257            | 24039            | 20969            | 15576            | 10085            | 5542             | 4390             |                  |
| --------------------------------------------- | ---------------- | ---------------- | ---------------- | ---------------- | ---------------- | ---------------- | ---------------- | ---------------- | ---------------- | ---------------- | ---------------- | ---------------- | ---------------- |
| Джерело:                                      |                  |                  |                  |                  |                  |                  |                  |                  |                  |                  |                  |                  |                  |